# Ваља Мошњагулуј (Бакау)
Ваља Мошњагулуј (рум. Valea Moșneagului) насеље је у Румунији у округу Бакау у општини Липова. Oпштина се налази на надморској висини од 275 m.

## Становништво
Према подацима из 2002. године у насељу је живело 29 становника, од којих су сви румунске националности.